# 롤러프리스타일
롤러프리스타일(Roller freestyle)은 롤러 스케이트 장비를 착용하고 역동적인 묘기나 연기를 수행하는 스포츠이다.

## 같이 보기
- 세계 롤러스포츠 연맹